# Боян Захариев
Боян Йорданов Захариев е български лесовъд, професор, заслужил лесовъд (1971), заслужил природозащитник (1973), член на Съюза на научните работници в България.

## Биография
Роден е на 6 октомври 1909 г. в Кюстендил. Син е на видния български географ, етнограф и фолклорист Йордан Захариев. Завършва Агрономо-лесовъдния факултет в София (1932).
Работи в службата по горско опитно дело при БАН в София (1933 – 1940). Доцент (1940 – 1945), извънреден професор (1945) и професор, ръководител на катедра „Горски култури“ (от 1948) в Агрономо-лесовъдния факултет. След пенсионирането си (1976) е хоноруван професор във ВЛТИ по дисциплината „Горски култури“.
Публикува 116 научни труда и съобщения, автор е на учебници за ВУЗ и горски техникуми.
Носител на ордените „Червено знаме на труда“ (1967) и „Кирил и Методий“ I степен (1980).